# Anatolii Ciukanov
Anatolii Ciukanov (n. 10 mai 1951, Novospasovka⁠(d), Q4349560⁠(d), RSFS Rusă, URSS – d. 12 iunie 2021) a fost un ciclist de performanță ce a reprezentat Uniunea Republicilor Sovietice Socialiste, medaliat olimpic. A participat la o ediție a Jocurilor Olimpice (1976) în care a câștigat o medalie de aur.

## Participări
Lista de mai jos prezintă principalele competiții la care a participat Anatolii Ciukanov de-a lungul carierei.
- cycling at the 1976 Summer Olympics – men's team time trial[*]